# 저격소총

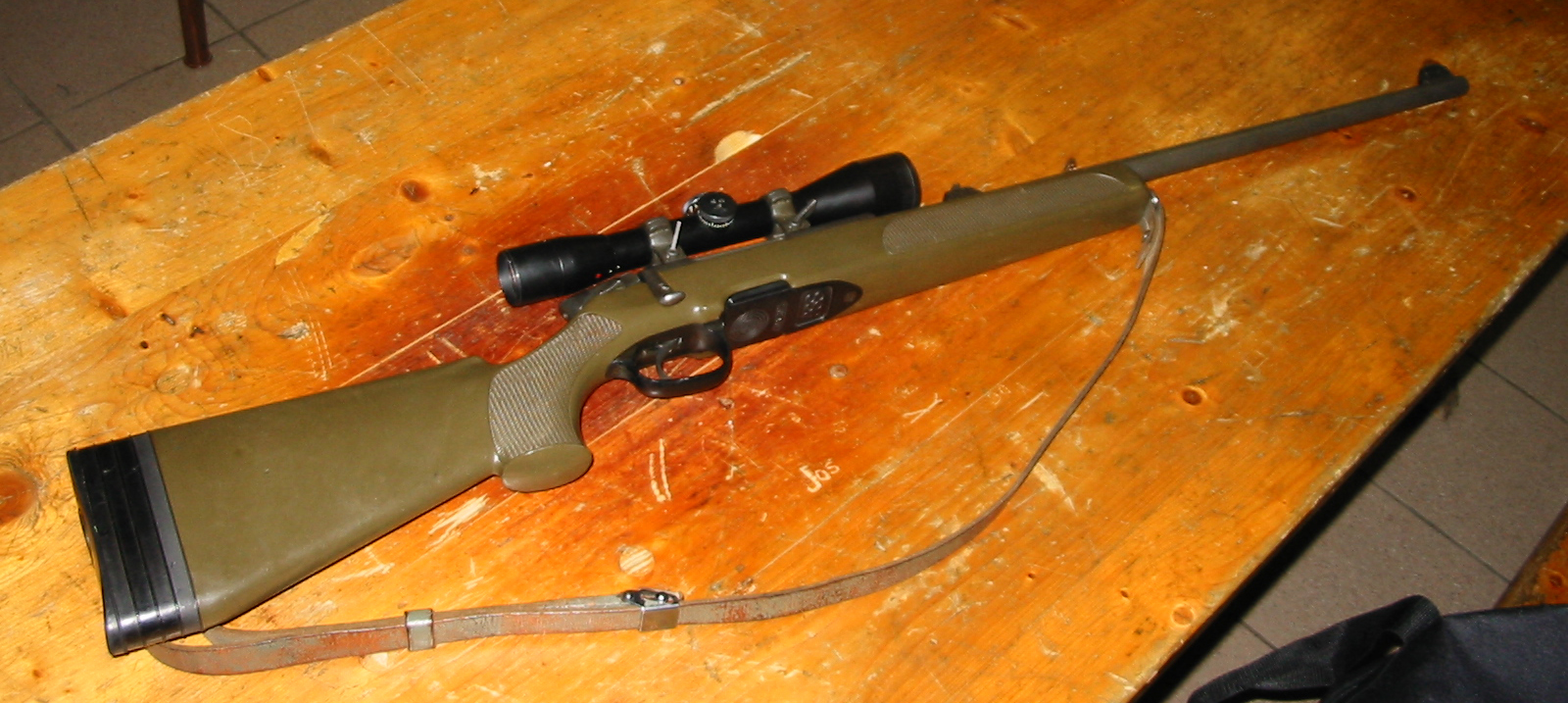
슈타이어 SSG-69 저격소총

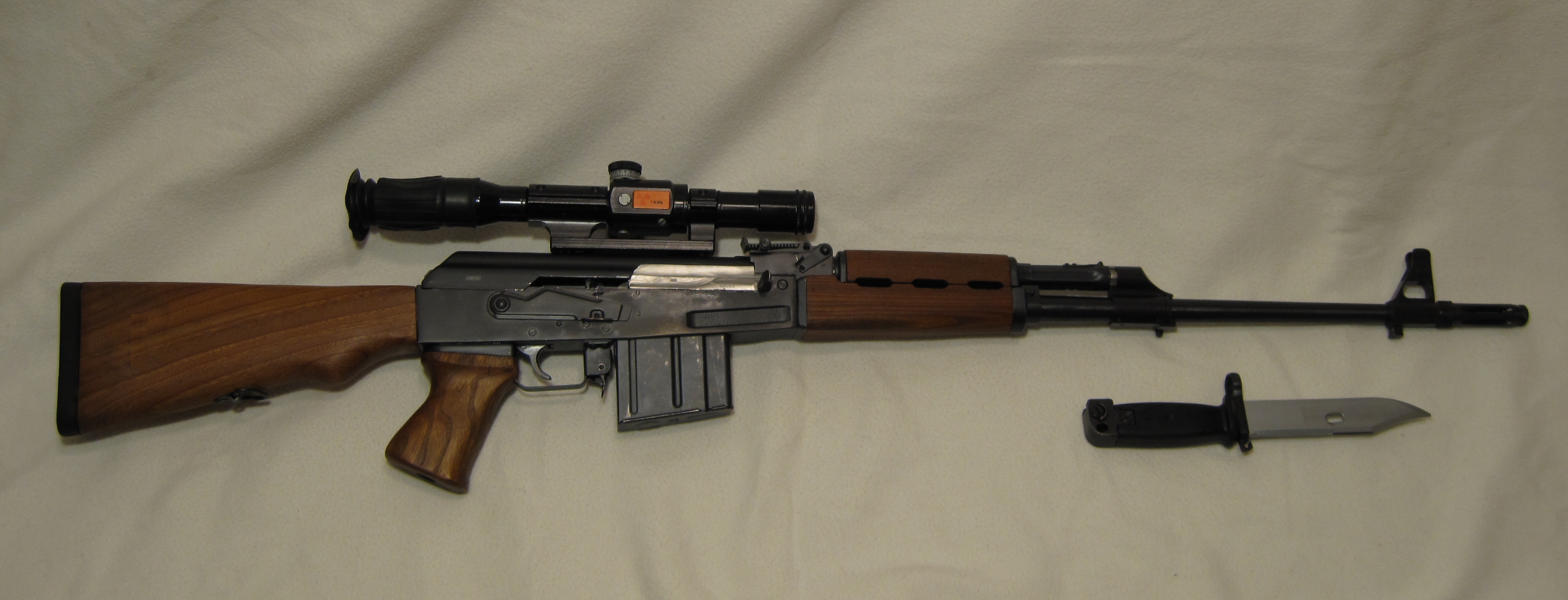
자스타바 M76저격소총

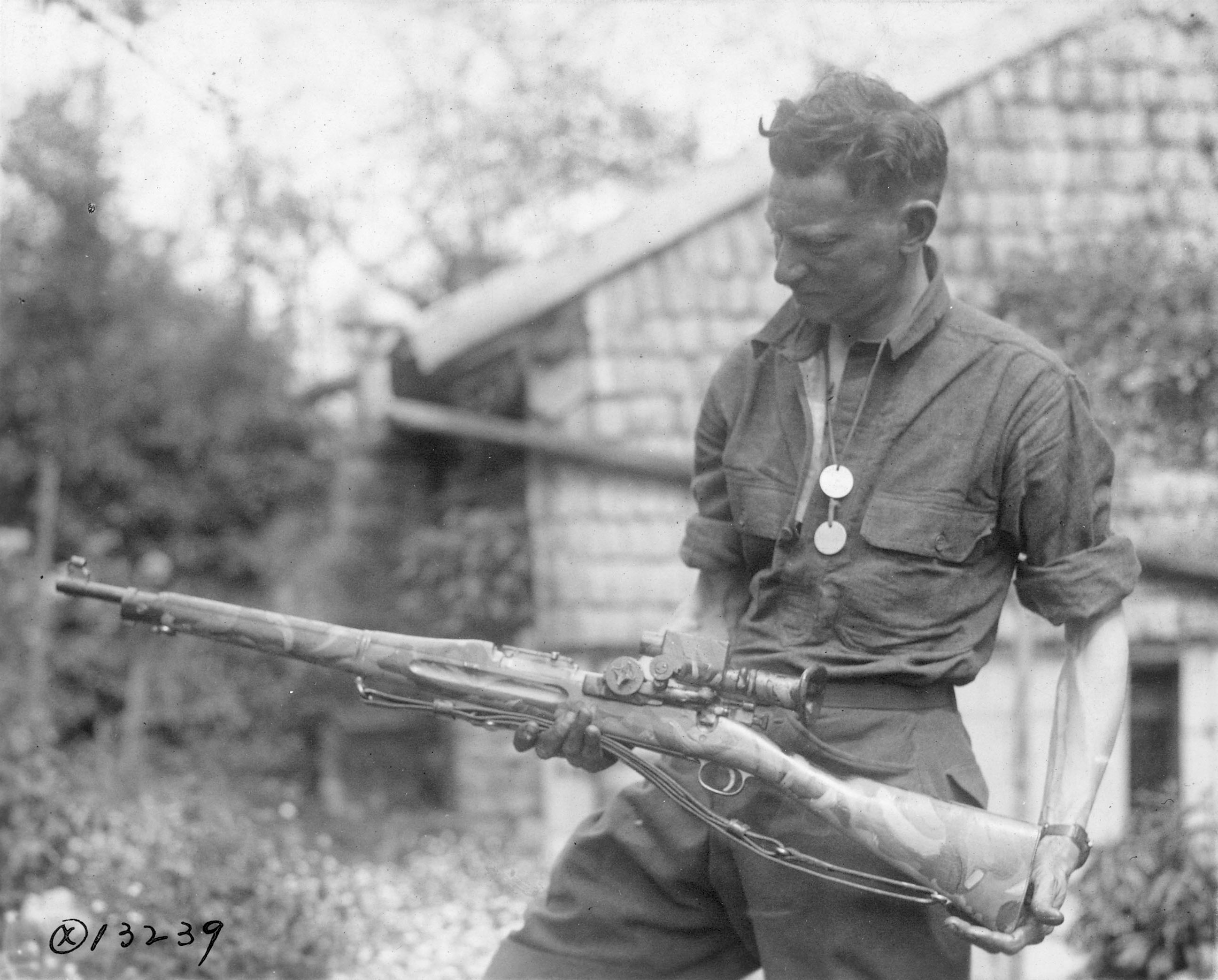
1918년 프랑스 미군의 M1903 스프링필드. 영화 라이언 일병 구하기 저격수도 사용했다

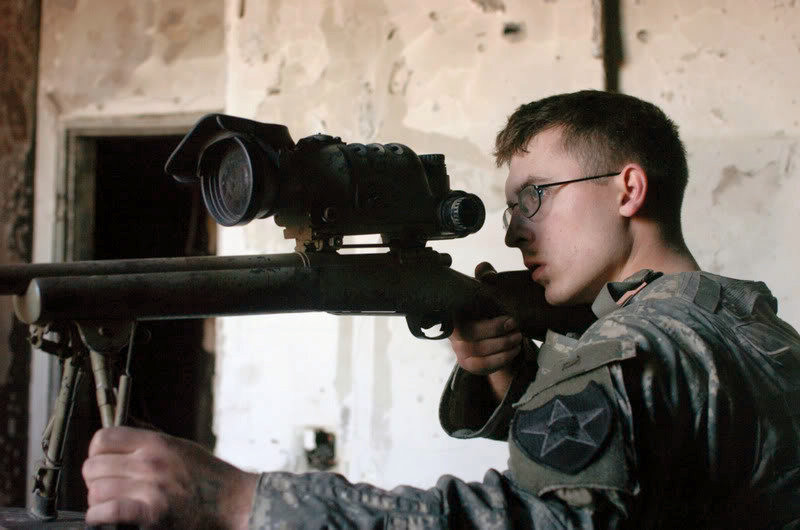
2007년 이라크의 주한미군 2사단 저격수와 m24 SWS

저격소총(狙擊小銃, 영어: Sniper Rifle 스나이퍼 라이플[*], 독일어: Scharfschützengewehr 샤르프쉬첸게베어[*])은 저격에 사용되는 소총을 일컫는다. 또한, 저격소총은 특정 크기의 목표를 선택적으로 파괴할 수 있는 정확성을 가지는 소총이라고 정의 내릴 수도 있다.
보통의 소총은 보통 3 ~ 6 MOA(Minute Of Arc)의 정확성을 갖도록 만들어진다. 반면, 저격소총은 1MOA이하의 정확성을 요구하게 된다. 여기서 1MOA라고 하면 보통 100야드에서 1인치 내에 탄환이 맞는 것을 의미한다. 센티로 환산하면 100m에서 2.9cm에 해당한다.
저격소총은 통상 1MOA 이하의 정확도를 갖추고 10배율 급의 망원조준경과 사격경기용 정밀탄환을 사용한다.
저격소총이 군이나 경찰의 소형무기와 차별화되는 가장 큰 특징은 망원 조준경의 장착이다. 이 망원 조준경은 소총이나 경기관총의 광학 조준장치와 비교적 쉽게 구별이 된다. 망원 조준경은 목표물을 확대해 보여주기 때문에 보다 정확히 조준할 수 있으므로 정확도가 높아진다. 저격총에 사용되는 망원 조준경은 다른 광학조준장치와 달리 고배율(4배 이상, 최대 10~20배)과 밝은 상(image)을 제공한다.
보통 저격소총으로는 손으로 노리쇠를 장전하는 볼트액션 방식이 많이 쓰인다. 흔들림이나 유격이 적을수록 총기의 정확성은 올라가기에, 단순한 구조로 총열을 최대한 자유롭게 할 수 있는 볼트액션 방식이 비교적 정확하고 저격수들 사이에서 사랑받고 있다.
가장 대표적인 볼트액션 저격소총은 사냥총으로 유명한 레밍턴 모델700에 바탕한 총기들이다. 미 육군이 채용한 M24 저격소총이나 미 해병대가 채용한 M40 저격소총은 모두 이 모델을 군용으로 만든 것들이다. 올해부터 미 육군은 M24 시리즈를 현대에 맞게 개량한 M24E1 소총을 도입할 예정이다. 이외에도 우리 군에서도 사용하고 있어 유명한 SSG69, 유럽에서 인기높은 AW(Arctic Warfare) 시리즈, 그리고 2.4km의 기적을 이룬 AWSM(Arctic Warfare Super Magnum/.338 라푸아 매그넘)과 TAC-50(50구경) 등이 널리 알려져 있다.
하지만 그렇다고 모든 저격소총이 볼트액션은 아니다. 기존의 소총을 그대로 가져다가 저격총으로 개수한 반자동 저격소총도 있다. 볼트액션은 발사 후 재장전이 번거롭고 그 때문에 다음 표적에 대한 신속한 사격이 편리하지 않다. 산악지형이나 야지에서 1km에 가까운 충분한 거리를 두고 저격할 때는 볼트액션으로 충분하지만, 표적과의 절대거리가 확보되지 않는 시가지전투에서는 그만큼 불리하다는 게 저격교관의 증언이다. 일단 소총의 정확성 자체가 1MOA인 이상 반자동 저격총도 상황과 필요에 따라 사용하고 있다. 그래서 미군은 2008년부터 M110 반자동저격소총체계를 채용했다.
물론 대표적인 반자동저격소총은 구소련과 동구권에서 채용된 SVD(Snayperskaya Vintovka Dragunova; 드라그노프 저격소총)이다. 7.62x54mm 탄환을 사용하는 SVD는 고도로 정밀한 저격보다는 소대단위에 배치된 특등사수를 위한 총기였다. 이런 개념은 최근 미군에서도 채용되어 지정사수(Designated Marksman) 제도로 나타나, M16 소총에 기반한 SDM-R(Squad Designated Marksman Rifle)이나 SAM-R(Squad Advanced Marksman Rifle) 등이 채용되고 있다.
반자동저격소총 가운데서 또다른 유명인사는 과거 독일연방군의 제식소총이었던 G3 계열의 저격소총이다. 대테러용으로 유명한 PSG-1이나 군용인 MSG-90, 연발사격 기능이 유지된 G3/SG-1 등이 한 시대를 장식했으나 현재는 일선에서 많이 물러나 있다. 한편 이와 유사한 개념으로 미군이 60년대까지 사용하던 제식소총인 M14도 M21 저격소총이란 이름으로 간간히 사용되어 오다가, 최근에 M14 EBR, M14 DMR, M39 EMR 등으로 다시 군에서 부활하고 있다. 그리고 50구경 탄환을 사용하는 것으로 유명한 바렛 M82/M107 장거리저격소총도 반자동저격소총이다.

## 같이 보기
- 지정사수
- 저격수
- 저격소총 목록